# Sołowie (rejon ostrowiecki)
Sołowie (biał. Салаўі, Sałaui; ros. Соловьи, Sołowji) – wieś na Białorusi, w obwodzie grodzieńskim, w rejonie ostrowieckim, w sielsowiecie Michaliszki.

## Warunki naturalne
Wieś położona jest na terenie Rezerwatu Krajobrazowego Jeziora Soroczańskie, nad jeziorem Werebie, w pobliżu ujścia wód z południowych Jezior Soroczańskich do Straczy.

## Historia
Pod zaborami i w II Rzeczypospolitej zaścianek. W XIX i w początkach XX w. położone było w Rosji, w guberni wileńskiej, w powiecie zawilejskim/święciańskim, w gminie Aleksandrya. W spisie z 1866 pod nazwą Sieniucie, jak sąsiednia wieś. Po I wojnie światowej pod administracją polską, w Zarządzie Cywilnym Ziem Wschodnich. W latach 1920–1922 w składzie Litwy Środkowej.
Od 11 kwietnia 1922 leżało w Polsce, w województwie wileńskim, w powiecie święciańskim, w gminie Aleksandrowo/Żukojnie.
Po II wojnie światowej w granicach Związku Sowieckiego. Od 1991 w niepodległej Białorusi.